# とがび
とがびとは、長野県千曲市の戸倉上山田中学校の教室や廊下、グラウンドなど敷地全域を展示会場とした美術展「戸倉上山田びじゅつ中学校」（通称：とがびアートプロジェクト）の略称。『中学校を美術館にしよう』を合い言葉に、2004年に当時同校に勤務していた美術教諭中平千尋の発案から始まった。以前より地元では「戸倉上山田（とぐらかみやまだ）」を省略して「とがみ」と呼ぶところから、新たにプロジェクトを立ち上げる際に、「とがみ」の最後の「み」を美術の「び」に置き換え、「とがび」とすることで、中学生たちにも親しみやすい通称とすることを中平自身が発案した。同プロジェクトは年を重ねる中で拡大し、2008年からはメガとがびと名称を変えた。その後、美術教諭の他校への転任などにより2013年を最後に開催はされなくなった。

## 概要
美術部員、美術選択生徒などで構成される「キッズ学芸員」となった生徒達は、作家の選定、作家と数ヶ月間かけ作品の共同制作を行い、校内各所への展示、展示作品の解説までを行う。
近年では同校科学研究部など他の部活が発表を行うことや、美術部以外の生徒が自身で場所を借りて何かを行うこともある。
第一回の開催に先立ち、総合的な学習の時間を使って長野県信濃美術館・東山魁夷館を訪れた生徒が、所蔵する東山魁夷作品の借用を館長に直接交渉した。貸し出しの条件として館長から示されたいくつかの課題をクリアした結果、東山魁夷のリトグラフ作品数点が全ての開催で展示されるはこびとなった。

## 発案
2004年当時、千曲市立戸倉上山田中学校に勤務していた美術教諭中平千尋は、学習指導要領の目指すところの『制作し、見て、楽しむ力を育てる』教育が、日本の中等教育の現場においてはまだまだ不十分であると感じていた。また、「美術が身近ではなくなり、趣味をもった一部の人のものとなっているのでは」との考えから、美術を特別な存在にしないために、従来の美術館では行えなかった「教育と社会は一体」を実現し、美術を身近な物として感じる場をつくることも目指すに至った。
この中等教育における美術教育の改善と美術の社会的啓蒙活動の両側面を包括するあり方として、やがて、『美術館、作家、中学生、地元作家が、一同に様々な作品を展示出来る場』を美術教育の中で提供し、実践できないか？と着想するに至り、その具体的実践として発案し始まったのが「戸倉上山田びじゅつ中学校」（通称：とがびアートプロジェクト）である。

## プロジェクトの発展
このプロジェクトは、中平千尋の次の転任先の長野市立櫻ヶ岡中学校でもさくらびとして実施され、やがて長野市の複数の小中学校、千曲市の小学校、近隣の中学校や高校が参加するに至り、2007年より名称をながのアートプロジェクトとして現在もさらに発展している。（とがびアートプロジェクトは、ながのアートプロジェクト（学校アートプロジェクト）の一環という位置付け）

## 主な歴史
2004年から2006年を第一期、2007年から2009年を第二期、2010年以降を第三期と分ける。
- 2004年

6月 長野県信濃美術館所蔵の東山魁夷作品の借用の交渉を館長と行う。
7月 リトグラフの貸出許可が下りる。
10月9、10日 第一回 とがびプロジェクト2004開催。　「中学校を中心とした地域との参加交流型コミュニティー」
主な出展者　東山魁夷、池田満寿夫、吉岡紳行、関野宏子＋PLUG、圓井義典、門脇篤、など
- 2005年

1月8日～25日 長野県信濃美術館で、企画展『とがび2004まとめ展「学校が美術館になった日」』開催。
10月8日、9日 第二回 とがびプロジェクト2005開催。「中学校を美術館にしよう！」
主な出展者　結城愛、室木おすし、関野宏子、天明屋尚、奈良美智、吉岡紳行、斎藤秀幸、ナカムラミツル、佐藤謙介、門脇篤、圓井義典、山元ゆり子、もりやゆき、ユミソン、など
10月15日、16日 千曲市総合観光会館に於いてとがび2005アンコール展開催。
- 2006年

10月8日、9日 第三回とがびアート・プロジェクト2006開催。  「中学校を美術館にしよう！」
主な出展者　圓井義典、齋藤秀幸、木村仁、都梨恵、山元ゆり子、三木サチコ、もりやゆき、イイダミカ、太田伸幸、白幡淳弘、塩川岳、宮澤真、門脇篤、ユミソン、鈴木貴美子、飛矢崎真守、多摩美術大学、ほか
- 2007年

10月6日、7日 第四回とがびアート・プロジェクト2007 開催。
主な出展者　東御市梅野記念絵画館の協力により（梅原龍三郎、森本秀、青木繁）、圓井義典、木村仁、塩川岳、住中浩史、水内貴英、森本秀樹、ヤノベケンジ、たかはしびわ、丸子修学館高校美術部、ほか
- 2008年

10月12日 第五回メガとがびアート・プロジェクト2008開催。
主な出展者 酒井博之、ながはり朱実、宮沢真、久塚真央、柿崎順一、たかはしびわ、圓井義典、丸子修学館高等学校美術部、上田西高等学校美術部、など
- 2009年

9月20日、21日 第六回メガとがびアート・プロジェクト2009開催。
主な出展者　増山士郎、久恒亜由美、住中浩史、圓井義典、大岩由佳、百瀬文、丸子修学館高等学校美術部、上田西高等学校美術部、上田染谷丘高等学校美術班、山梨県甲府市立城南中学校、など
- 2010年

10月10日 第七回メガとがびアート・プロジェクト2010開催。
主な出展者　水谷優香、住中浩史、大岩由佳、圓井義典、塩川岳、帯川みなみ、木村仁、桃蓮華鏡、尾花藍子、山本耕一郎、もなこさいと＠egb.jp、児玉やすつぐ、丸子修学館高等学校美術部、上田西高等学校美術部、上田染谷丘高等学校美術班、京都造形芸術大学、ひるおん、など
- 2011年

10月9日 第八回メガとがびアート・プロジェクト2011開催。
主な出展者　伊豆牧子、池山田、尾花藍子、柿崎順一＋NE PROJECT、児玉やすつぐ、住中浩史、世界装置、クリスパー、Fuigo、山本耕一郎、圓井義典、桃蓮華鏡、信濃美術館・東山魁夷館、櫻ヶ岡中学校 美術部(さくらび)、北部中学校、長野県養護学校、丸子修学館高校美術部、上田西高等学校美術部、上田染谷丘高等学校美術班、など
- 2012年

10月7日 第九回メガとがびアート・プロジェクト2012開催。
- 2013年

10月13日 第十回とがびアート・プロジェクト2013開催。
主な出展者　信濃美術館・東山魁夷館、住中浩史、桃蓮華鏡、長野市立裾花中学校美術部、丸子修学館高校美術部、上田西高等学校美術部、上田東高等学校美術部、上田染谷丘高等学校美術班、軽井沢高校

## 関連書籍
- 『とがびアートプロジェクト 中学生が学校を美術館に変えた』 2019/2 編集：茂木一司 著：住中浩史、春原史寛、中平紀子＋Nプロジェクト 出版：東信堂 ISBN 9784798915333